# 普盧加塔爾 (塔拉拉伊夫卡區)
50°51′27″N 33°1′16″E / 50.85750°N 33.02111°E
普盧加塔爾（烏克蘭語：Плугатар），是烏克蘭北部的村莊，隸屬切爾尼希夫州的普里盧基區。該村面積0.63平方公里，海拔高度181米，2001年人口327，人口密度每平方公里523.2人。